# Isapoderus cardinalis
Isapoderus cardinalis es una especie de coleóptero de la familia Attelabidae.

## Distribución geográfica
Habita en el Congo, Malaui, Namibia, Tanzania, República Democrática del Congo, Zambia, Zimbabue y Sudáfrica.